# Jeffrey S. Moore
Jeffrey Scott Moore (* 1962 in Joliet, Illinois) ist ein US-amerikanischer Chemiker (Organische Chemie, Makromolekulare Chemie, Supramolekulare Chemie). Er ist Professor an der University of Illinois at Urbana-Champaign.

## Leben
Moore erhielt 1984 seinen Bachelor-Abschluss in Chemie an der University of Illinois at Urbana-Champaign und wurde dort 1989 bei Samuel I. Stupp promoviert. Als Post-Doktorand war er als NSF-Fellow am Caltech und danach Assistant Professor an der University of Michigan. Seit 1993 ist er Professor an der University of Illinois in Urbana-Champaign. Er ist dort am Beckman Institut und am Frederick Seitz Material Research Lab. Er ist Murchison-Mallory Professor für Chemie und Professor für Materialwissenschaft.
Er befasst sich mit der Synthese neuer supramolekularer Systeme und Polymeren, darunter selbstheilende Polymere. Er ist ein Pionier auf dem Gebiet der Mechanochemie. Dabei betrachtet er Mechanophore, Komponenten von Polymeren, die auf mechanische Beanspruchung reagieren. Beispiele sind Materialien, die Energie Stosswellen von Explosionen aufnehmen und dissipieren oder die bei Beanspruchung eine Polymerisation (oder Depolymerisation) auslösen oder katalytisch wirksame Säuren freisetzen.
Das Konzept der Mechanophore entstand Mite der 2000er Jahre durch Arbeiten von Rint Sijbesma und Stephen L. Craig über Metallkomplexe und von Moore über mechanisch aktivierbare kovalente Bindungen in Polymeren. Vorher untersuchte man vor allem die Mechanismen mechanischer Degradation von Polymeren. Der neue Gesichtspunkt war, dass durch den Einbau schwacher Bindungsstellen etwa in Polymere diese gezielt für die Einwirkung mechanischer Kräfte funktionalisiert werden können (etwa als Sensoren). Einflussreich war ein Aufsatz von Moore und Kollegen 2005.
In diesem Zusammenhang entwickelt er mit seiner Gruppe auch Materialien, die die Lebensdauer elektronischer Komponenten (zum Beispiel in Batterien) und von Polymeren erhöhen.
Er ist Associate Editor des Journal of the American Chemical Society. Im Jahre 2008 wurde er mit der Aufnahme in die American Academy of Arts and Sciences geehrt, 2017 mit der Aufnahme in die National Academy of Sciences. Für 2020 wurde Moore der ACS Award in Polymer Chemistry zugesprochen.

## Schriften (Auswahl)
- June Li, Chikannagari Nagamani, Jeffrey Moore: Polymer Mechanochemistry: From Destructive to Productive, Accounts of Chemical Research, Band 48, 2015, S. 2181–2190
- mit Douglas A. Davis, Nancy Sottos u. a.: Force-induced activation of covalent bonds in mechanoresponsive polymeric materials, Nature, Band 459, 2009, 68–72
- mit M. M. Caruso u. a.: Mechanically-induced chemical changes in polymeric materials, Chem. Rev., Band 109, 2009, S. 5755–5798